# Arquidiocese de Los Altos Quetzaltenango-Totonicapán
A Arquidiocese de Los Altos Quetzaltenango-Totonicapán (Archidiœcesis Altensis, Quetzltenanguensis-Totonicapensis) é uma circunscrição eclesiástica da Igreja Católica situada em Quetzaltenango, Guatemala. Seu atual arcebispo é Victor Hugo Palma Paúl. Sua Sé é a Catedral do Espírito Santo.
Possui 33 paróquias servidas por 61 padres, contando com 1510000 habitantes, com 80,0% da população jurisdicionada batizada.

## História
A diocese de Los Altos foi erigida em 27 de julho de 1921 com a bula Suprema do Papa Bento XV, recebendo o território da arquidiocese de Santiago de Guatemala, da qual era originalmente sufragânea.
Em 10 de março de 1951 cede partes do seu território em vantagem da ereção das diocese de San Marcos e de Sololá (atual diocese de Sololá-Chimaltenango).
Em 13 de fevereiro de 1996 por força da bula De spirituali Christifidelium do Papa João Paulo II foi elevada ao posto de arquidiocese metropolitana e assumiu o nome atual.
Em 31 de dezembro do mesmo ano cedeu uma outra parte de território para a criação da diocese de Suchitepéquez-Retalhuleu.

## Bispos e Arcebispos
Administração local:
|                          | Nome                               | Período    | Notas                                      |
| Arcebispos               | Arcebispos                         | Arcebispos | Arcebispos                                 |
| ------------------------ | ---------------------------------- | ---------- | ------------------------------------------ |
| 4º                       | Victor Hugo Palma Paúl             | 2024-      | Atual                                      |
| 3º                       | Mario Alberto Molina Palma, O.A.R. | 2011-2024  |                                            |
| 2º                       | Óscar Julio Vian Morales, S.D.B.   | 2007-2010  | Nomeado Arcebispo de Santiago de Guatemala |
| 1º                       | Victor Hugo Martínez Contreras     | 1996-2007  |                                            |
| Bispos Auxiliares        |                                    |            |                                            |
|                          | Juan Manuel Cuá Ajacum             | 2021-2023  | Nomeado Bispo de Quiché                    |
|                          | Gerardo Humberto Flores Reyes      | 1966-1977  | Nomeado Bispo de Verapaz, Cobán            |
|                          | Rafael González Estrada            | 1944-1984  |                                            |
| Bispos                   |                                    |            |                                            |
| 4º                       | Victor Hugo Martínez Contreras     | 1987-1996  |                                            |
| 3º                       | Óscar García Urizar †              | 1980-1987  |                                            |
| 2º                       | Luis Manresa Formosa, S.J. †       | 1955-1979  |                                            |
| 1º                       | Jorge García Cabalieros †          | 1928-1955  |                                            |
| Administrador apostólico |                                    |            |                                            |
|                          | Gonzalo de Villa y Vásquez, S.J.   | 2010-2011  | Bispo de Sololá-Chimaltenango              |